# EUFOR RD Congo
Pour les articles homonymes, voir EUFOR.

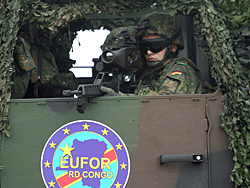
Un soldat allemand durant l'opération

L’EUFOR RD Congo est une opération militaire de l’Union européenne, créée en vertu d'un accord entre les Nations unies et l'Union (échange de lettres du 28 mars et 18 avril 2006), à la demande de l'ONU, consistant en un appui militaire de 2 500 soldats à la Mission de l'Organisation des Nations unies en République démocratique du Congo (MONUC) pendant le processus électoral en République démocratique du Congo (RDC). Installée à Kinshasa et au Gabon, cette force composée de 22 nationalités a permis la tenue des premières élections démocratiques depuis 40 ans dans un pays grand comme la moitié de l’Europe.
Le Conseil de sécurité des Nations unies a autorisé par la résolution 1671 le déploiement temporaire de cette force en RDC le 25 avril 2006, pour le 1er tour des élections du 30 juillet 2006. L'opération a été lancée le 12 juin 2006 et s'est terminée le 30 novembre 2006.

## Mission

### Contexte
L´Union européenne était déjà très active dans ce processus électoral et dans les efforts de reconstruction du pays, notamment grâce à son aide au développement et à la réforme du secteur de la sécurité avec les opérations EUSEC (aide à la restructuration des Forces armées de la République démocratique du Congo) et EUPOL Kinshasa (aide à la restructuration de la police nationale congolaise). EUFOR RD Congo était donc un complément militaire à ces mesures, mis en place durant la période électorale. 
Même si le mandat des deux opérations n’était pas identique, l'Union européenne pouvait s’appuyer sur le succès de l'opération "Artémis" qu’elle avait mené en 2003 dans la région de Bunia ; l’UE bénéficiait donc d'une expérience militaire en RDC, ce qui ne fut pas inutile[pourquoi ?].

### Durée de l'opération
Le détail des actions militaires figurait dans la résolution 1671 du 25 avril 2006, qui fixait le mandat donné à la force européenne.   
Le mandat d'EUFOR RD Congo faisait l’objet d’une résolution  du Conseil de sécurité des Nations unies (1671), qui précisait notamment sa durée de 4 mois, du 30 juillet 2006 au 30 novembre 2006. 
Cette mission avait été lancée grâce à l’accord unanime du gouvernement de transition de la RDC qui comprenait le président en titre (Joseph Kabila) et quatre vice-présidents.  

### Objectif
EUFOR RD Congo se devait d’être une force totalement neutre dans le processus électoral et de ne soutenir aucun des candidats à la présidence, ni aucun partis politiques. Son action de sécurisation s'effectuait au bénéfice de la République Démocratique du Congo et de sa population. Le financement de l'opération était assuré intégralement par les États membres de l'Union européenne grâce à un fonds alloué aux opérations militaires.
La mission d’EUFOR RDC constitua donc à mener des patrouilles de sécurisation, essentiellement dans la capitale congolaise ainsi que dans des provinces sensibles : le Kasaï-Oriental ou l’Équateur. Le but était de rassurer la population, inquiète de ce déploiement de forces étrangères et de dissuader ceux qui seraient tentés d'utiliser la violence pour s’opposer au processus électoral ou en contester les résultats.
Accusée à l’origine d’être venu faciliter la réélection du président sortant, l’opinion de la population congolaise, notamment celle de Kinshasa, changea radicalement lorsque, en septembre, les soldats d’EUFOR intervinrent pour protéger le leader de l’opposition, Jean-Pierre Bemba, assiégé dans sa résidence par les soldats de la garde présidentielle, à la suite d'échanges de coups de feu violents. Dès lors, la force européenne fut acceptée et son départ suscita même quelques inquiétudes dans l’esprit des Congolais, habitués à la présence des soldats allemands, espagnols, polonais ou français dans les rues de la capitale.

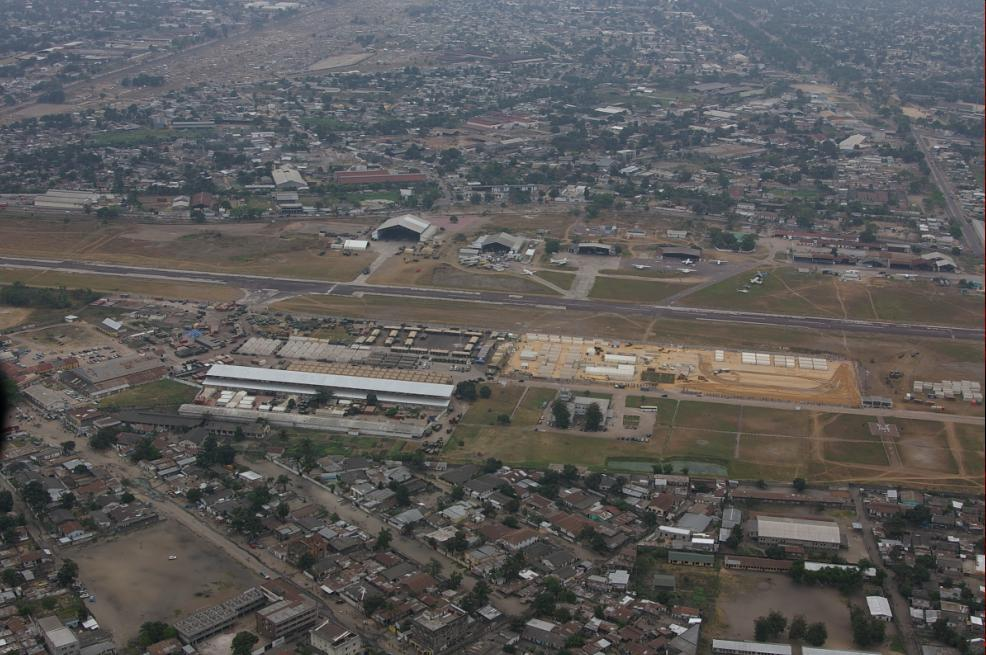
Camp de N'Dolo

## Organisation

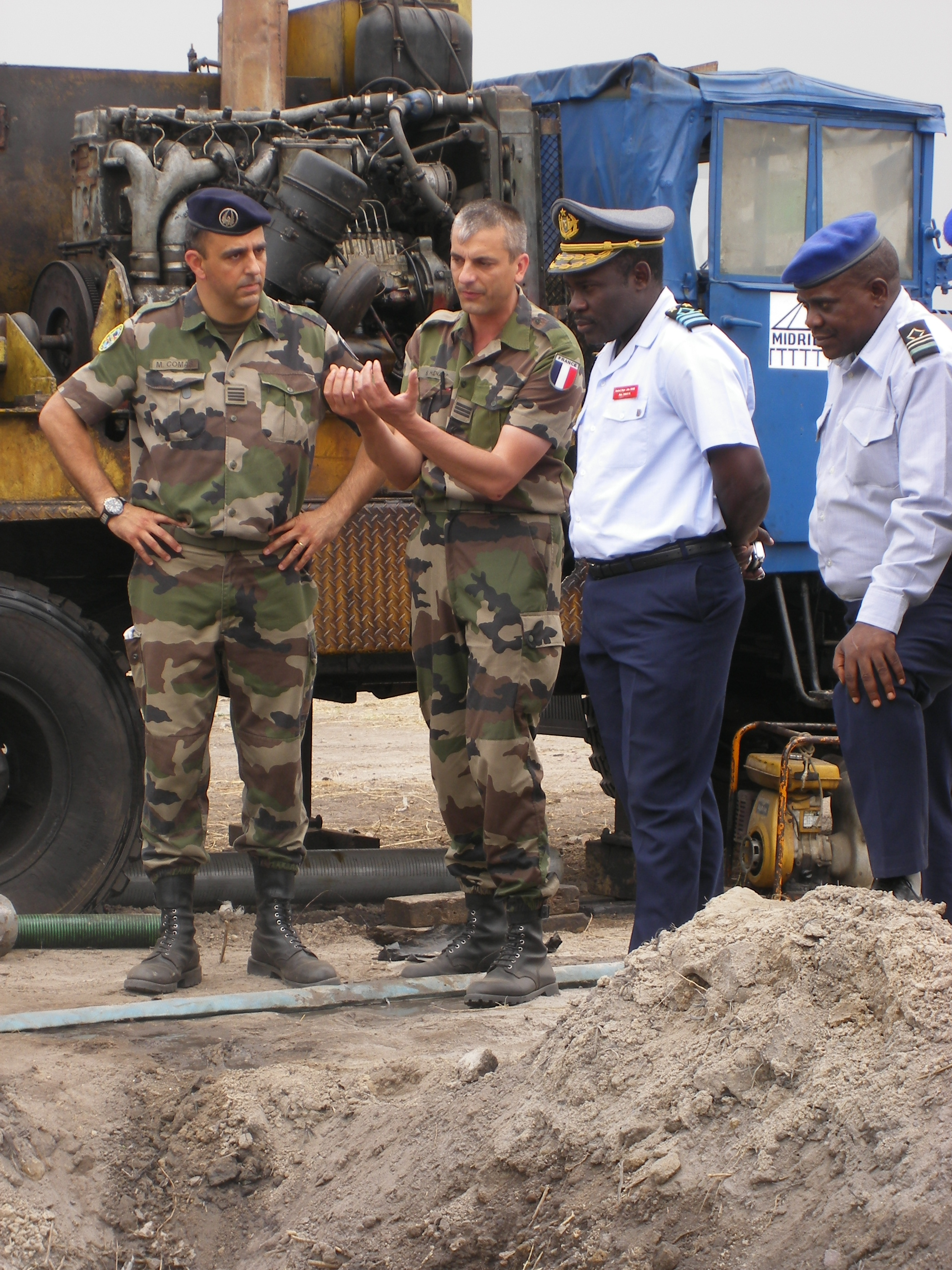
Réalisation du forage

La direction politique de l'opération était assurée par le Comité politique et de sécurité (COPS) à Bruxelles, où sont représentés les 27 États membres de l'Union européenne.
Le COPS avait autorité sur l'état-major stratégique de l'opération (appelé OHQ, Operation Headquarters) installé à Potsdam à côté de Berlin (Allemagne), et dirigé par un général de corps d'armée allemand, Karlheinz Viereck, commandant de l'opération.
L'OHQ avait autorité sur l'état-major opératif (appelé FHQ, Force Headquarters) installé à Kinshasa, armé par l'état-major interarmées de force et d'entrainement (EMIA-FE) de Creil et commandé par un général de division français, Christian Damay, commandant de la Force, qui dirigeait les opérations sur place.
Au Congo, EUFOR était articulée en plusieurs éléments :
- un état-major de la Force (FHQ) installé dans la capitale congolaise avec des troupes de combat et de soutien d'un volume d'environ 800 militaires. Ce FHQ comprenait :
- un quartier général avec environ 170 soldats issus de diverses nationalités (France, Allemagne, Turquie, Finlande, Portugal, Belgique, Chypre, Autriche, Royaume-Uni, Pays-Bas, Luxembourg, Irlande, Italie, Grèce, Espagne, Pologne, Suède, Slovaquie…) ;
- un élément du 2e régiment du génie (FR) chargé de la construction des camps situés sur les aérodromes de N'Dolo et N'Djili ;
- des éléments de soutien, utiles pour la vie courante de la Force (unité médicale de soins et d’évacuation, unités de renseignement, CIMIC, transmissions) ;
- une compagnie de police militaire polonaise chargée de la sécurité des installations ;
- une unité espagnole de réaction rapide, capable d’intervenir sur court préavis sur Kinshasa, d’un effectif de 90 personnes, équipée de Hummer (Jeeps blindées) ;
- une unité de drones belges (avions d’observation  pilotés depuis le sol), le 80 UAV Squadron de Florennes (à l'époque basé à Elsenborn).
- une unité d’hélicoptères allemands de transport de typeCH53.
- des éléments en renfort (de l'ordre de 1 200 militaires) stationnés à Libreville (Gabon), prêts à intervenir sur le territoire de la République démocratique du Congo si la situation l'exigeait, sur décision de l'UE et après consultation des autorités de RDC et de la MONUC. Cet éléments comprenait :
- deux compagnies françaises, dont une sur blindés et un état-major tactique (600 soldats) ;
- un élément multinational  des forces spéciales de 250 hommes, doté de ses propres moyens d’intervention ;
- un élément de soutien comprenant un détachement de l’Armée de l’Air, des moyens de transmission, de logistique ainsi qu’une unité médicale.

Les premiers éléments furent déployés dès le mois de mars 2006, mais le gros des troupes arriva à Kinshasa fin juin. Le statut opérationnel de la Force fut déclaré le 17 juillet, soit moins de 15 jours avant le premier tour de l’élection présidentielle.
Le 30 novembre marqua la fin de la mission conformément aux termes du mandat du Conseil de sécurité de l'ONU. Le retour des premiers soldats européens commença pour s’achever en janvier 2007.

## Complément